# Ramecourt (Vosges)
Ramecourt ([ʁamˈkuʁ] ) ist eine französische Gemeinde mit 148 Einwohnern (Stand: 1. Januar 2022) im Département Vosges in der Region Grand Est.  Sie gehört zum Arrondissement Neufchâteau (bis 2024 Épinal) und ist Mitglied im Gemeindeverband Communauté de communes de Mirecourt Dompaire. Die Bewohner werden Ramecurtiens und Ramecurtiennes genannt.

## Geografie

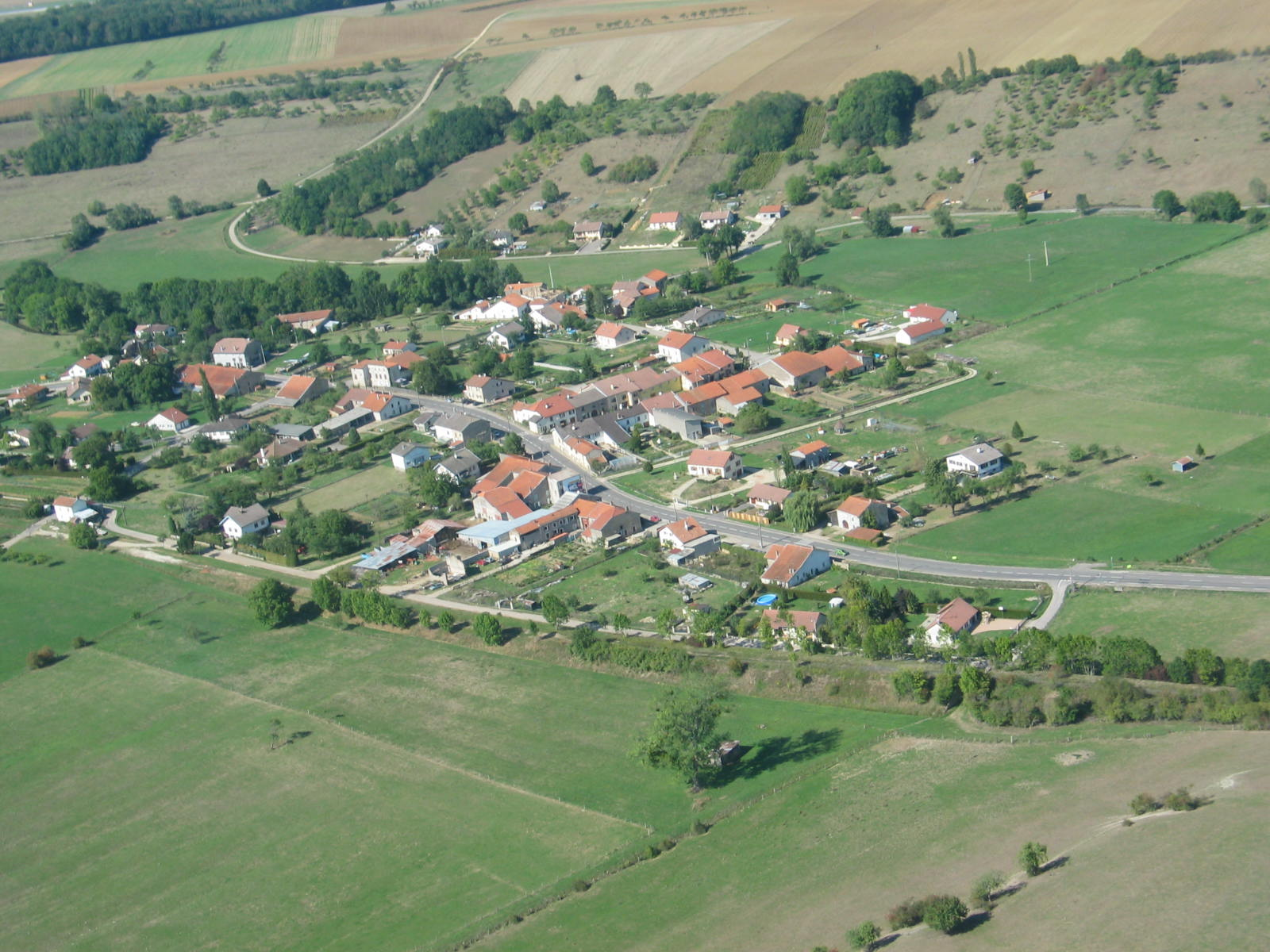
Luftbild Ramecourt

Die Gemeinde Ramecourt liegt am Südostrand der Landschaft Xaintois, etwa 40 Kilometer nordwestlich von Épinal. Das Gelände um Ramecourt ist durch Hügel und die breite Flussaue des Val d’Arol, einem linken Nebenfluss des Madon, geprägt. Das nördliche, linke Flussufer des Val d’Arol wird von einer steilen, 50 Meter hohen Geländestufe begleitet. Auf dem Plateau oberhalb dieser Stufe wird mit 345 m der höchste Punkt im Gemeindegebiet erreicht. Die Gemeinde ist, von kleineren Gehölzen an Flusshängen abgesehen,  recht waldarm. Nachbargemeinden von Ramecourt sind Puzieux im Norden, Poussay im Nordosten, Mirecourt im Südosten, Thiraucourt im Südwesten sowie Domvallier im Westen.

## Geschichte
Der Name Ramecourt tauchte erstmals in einer Urkunde aus dem Jahr 1187 auf. In der Zeit des Ancien Régime gehörte Ramecourt zur Vogtei Mirecourt. Kirchlich war Ramecourt immer ein Teil der Pfarrei in der Nachbargemeinde Domvallier. Ramecourt hat bis heute keine Kirche. Es gab früher ein kleines Oratorium, von dem heute keine Überreste erhalten sind.
Zwischen 1970 und 1996 ging das Archiv der Gemeinde verloren – vermutlich beim Umzug vom alten Rathaus- und Schulgebäude (mairie-école) in das neue Rathaus.

### Bevölkerungsentwicklung
| Jahr      | 1962 | 1968 | 1975 | 1982 | 1990 | 1999 | 2011 | 2021 |
| Einwohner | 198  | 185  | 186  | 161  | 159  | 175  | 165  | 162  |

Im Jahr 1846 wurde mit 239 Bewohnern die bisher höchste Einwohnerzahl ermittelt. Die Zahlen basieren auf den Daten von cassini.ehess und INSEE.

## Sehenswürdigkeiten
- zwei große Flurkreuze

## Wirtschaft und Infrastruktur
Die Landwirtschaft spielt in Ramecourt (Getreide- und Futtermittelanbau) nach wie vor eine Rolle. In der Gemeinde sind zwei Viehzuchtbetriebe ansässig. Einige Einwohner sind Pendler in die Gewerbegebiete am nahen Flughafen Épinal-Mirecourt oder nach Gironcourt-sur-Vraine. Südlich von Ramecourt befindet sich der Komplex einer Psychiatrischen Klinik (Hôpital psychiatrique de Ravenel). Die teilweise zweistreifig ausgebaute Schnellstraße (D 166) von Épinal über Mirecourt nach Neufchâteau führt durch Ramecourt.

## Belege
1. ↑  Ramecourt auf vosges-archives.com. (pdf-Datei) Archiviert vom Original (nicht mehr online verfügbar) am 30. Mai 2016; abgerufen am 30. Mai 2016 (französisch).  Info: Der Archivlink wurde automatisch eingesetzt und noch nicht geprüft. Bitte prüfe Original- und Archivlink gemäß Anleitung und entferne dann diesen Hinweis.
2. ↑  Ramecourt auf cassini.ehess
3. ↑  Ramecourt auf INSEE
4. ↑  Landwirtschaftsbetriebe auf annuaire-mairie.fr (französisch)